# Ринкон (Бонер)
Ринкон (хол. Rincon) је град на острву Бонер, које је саставни део Карипске Холандије. У граду живи око 1.788 становника по подацима из 2007, а говоре се језици папјаменто, холандски и енглески. Основали су га Шпанци у 16. веку.